# Time-Triggered Protocol
El Time-Triggered Protocol (TTP) és un protocol de xarxa d'ordinadors obert per a sistemes de control. Va ser dissenyat com un bus de camp activat per temps per a vehicles i aplicacions industrials. Fou estandarditzat el 2011 com a SAE AS6003 (TTP Communication Protocol). Els controladors TTP han acumulat més de 500 milions d'hores de vol en l'aplicació comercial d'aviació DAL A, en generació d'energia, medi ambient i controls de vol. TTP s'utilitza en FADEC i controls aeroespacials modulars i ordinadors de vol. A més, els dispositius TTP han acumulat més de mil milions d'hores de funcionament en aplicacions de senyalització ferroviària SIL4.

## Història
TTP va ser dissenyat originalment a la Universitat de Tecnologia de Viena a principis dels anys vuitanta. L'any 1998, TTTech Computertechnik AG es va fer càrrec del desenvolupament de TTP, proporcionant productes de programari i maquinari. Els xips de controladors de comunicacions TTP i IP estan disponibles a partir de fonts com Austriamicrosystems, ON Semiconductor i ALTERA.

## Definició
TTP és un bus de camp de doble canal de 4 a 25 Mbit/s activat per temps. Pot funcionar amb un o ambdós canals amb una velocitat de dades màxima de 2x 25 Mbit/s. Amb dades replicades als dos canals, s'admet la comunicació redundant.
Com a protocol d'activació temporal tolerant a errors, TTP proporciona un transport de missatges tolerant a errors autònom en moments coneguts i amb una fluctuació mínima mitjançant l'ús d'una estratègia TDMA (Accés múltiple de divisió temporal) en canals de comunicació replicats. TTP ofereix una sincronització de rellotge tolerant a errors que estableix la base de temps global sense dependre d'un servidor de temps central.